# Síkfőkút Project
A Síkfőkút Project interdiszciplináris hosszú távú bioszféra-kutatási programot az IBP és a MAB nemzetközi programok keretében egy hazai klímazonális cseres tölgyes erdő komplex kutatására 1972-ben alapították Jakucs Pál professzor vezetésével (Jakucs 1973). 

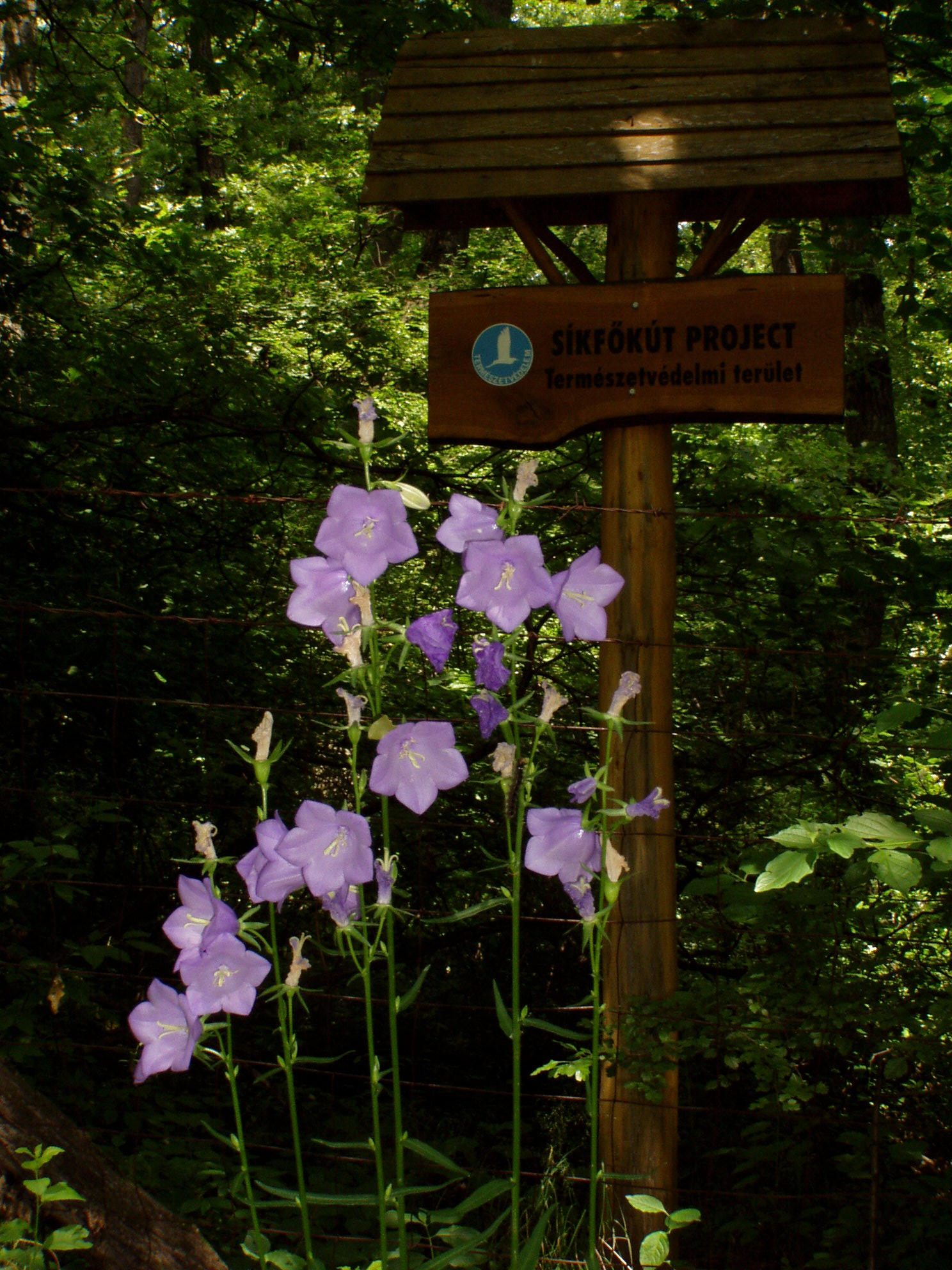
A Síkfőkúti kutatóterület egyik táblája

## Történeti előzmények
A Síkfőkút Project fő célkitűzése kezdetben az IBP és a MAB nemzetközi programokkal összhangban egy hazai klímazonális cseres-tölgyes erdő szerkezetének és működésének feltárása volt. A project főbb kutatási témakörei az 1972-1979 között többek között a következők voltak: az autotróf és heterotróf szintek térbeli és időbeli struktúrájának és dinamikájának a felmérése, a primer és a szekunder produkció mérése, a víz és tápanyagciklusok, valamint az energiaáramlás folyamatainak feltárása, továbbá a háttér-tényezők (klimatikus és talajtani) folyamatos monitoring jellegű vizsgálata. Az eredmények összefoglaló szintézisére a Jakucs Pál által szerkesztett "Ecology of an oak forest in Hungary - Results of Síkfőkút Project" c. 546 oldalas tanulmánykötetben került sor.
A globális környezeti tényezők megváltozása következtében 1980-as évektől kezdődően az erdőben - hasonlóan az ország más cseres-tölgyes állományaihoz - jelentős mértékű fapusztulás indult meg, ezért a kutatások ettől kezdve az erdő egészségi állapotában bekövetkező változások tisztázására, a kocsánytalan tölgy pusztulás okainak a feltárására, a fapusztulással összefüggő erdőszerkezeti és működési változások vizsgálatára koncentrálódtak. A 90-es évektől kezdődően a hosszútávú kutatások kerültek előtérbe, a korábban végzett vizsgálatok megismétlése alapján a bekövetkezett globális változásoknak (felmelegedés, csapadékhiány) az avarbomlás sebességére kifejtett hatásainak a tanulmányozása került előtérbe. A hosszú-távú meteorológiai vizsgálatok ugyanis kimutatták, hogy az elmúlt évtizedek folyamán az erdő melegebbé, szárazabbá vált.

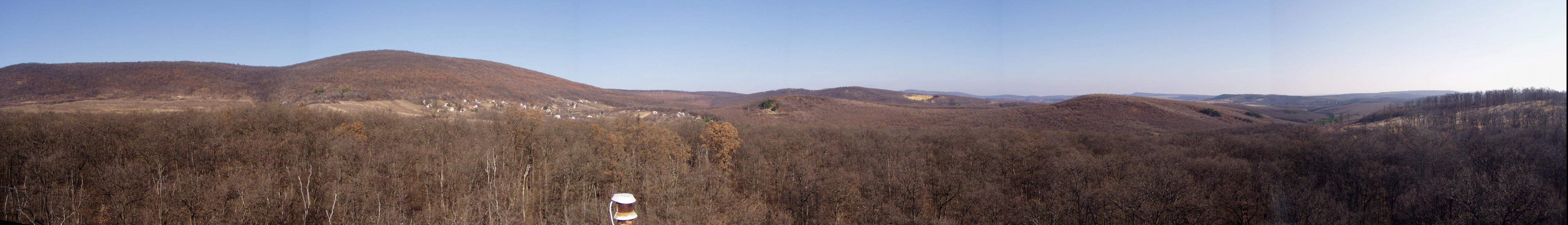
A Síkfőkút Project panoráma képe

A kutatóterület kapcsolata az ILTER (International Long-Term Ecological Research) hálózattal 1993-ban vált intenzívebbé, amikor J. Gosz, az ILTER akkori vezetője látogatást tett a Síkfőkúti erdő kutatóterületén. A Kiskun LTER Project-tel (vezetője: Kovács Láng Edit) és a Balaton Project-tel (vezetője: Herodek Sándor) létrehozták a hazai LTER hálózatot és bekapcsolódtak a nemzetközi ILTER, valamint a GTOS (Global Terrestrial Observing System) hálózatba is. A Budapesten 1999. június 22-25. között megrendezett 2. regionális ILTER Workshop-on a kongresszus külföldi résztvevői közül 15-en, köztük amerikai kutatók is megtekintették a Síkfőkút Project-et. Látogatásuk alkalmával - megismerve az ott folyó avarbomlással kapcsolatos kutatásokat - az amerikai kutatók javasolták a Síkfőkút Project avarlebomlással kapcsolatos vizsgálatainak az U.S. LTER DIRT (Detritus Input and Removal Treatment) projectbe való bevonását. A közös kutatás előkészítését mintegy 2 éves munka előzte meg. A szorosabb együttműködés kialakítása érdekében az amerikai kutatókkal 2000-ben közös pályázatot nyújtottak be, így lehetővé vált, hogy 2000 őszén amerikai kutatók személyes részvétele és irányítása mellett a Síkfőkút Projecten létrehozhatták a DIRT hosszú távú talajvizsgálati kísérleti parcellákat.

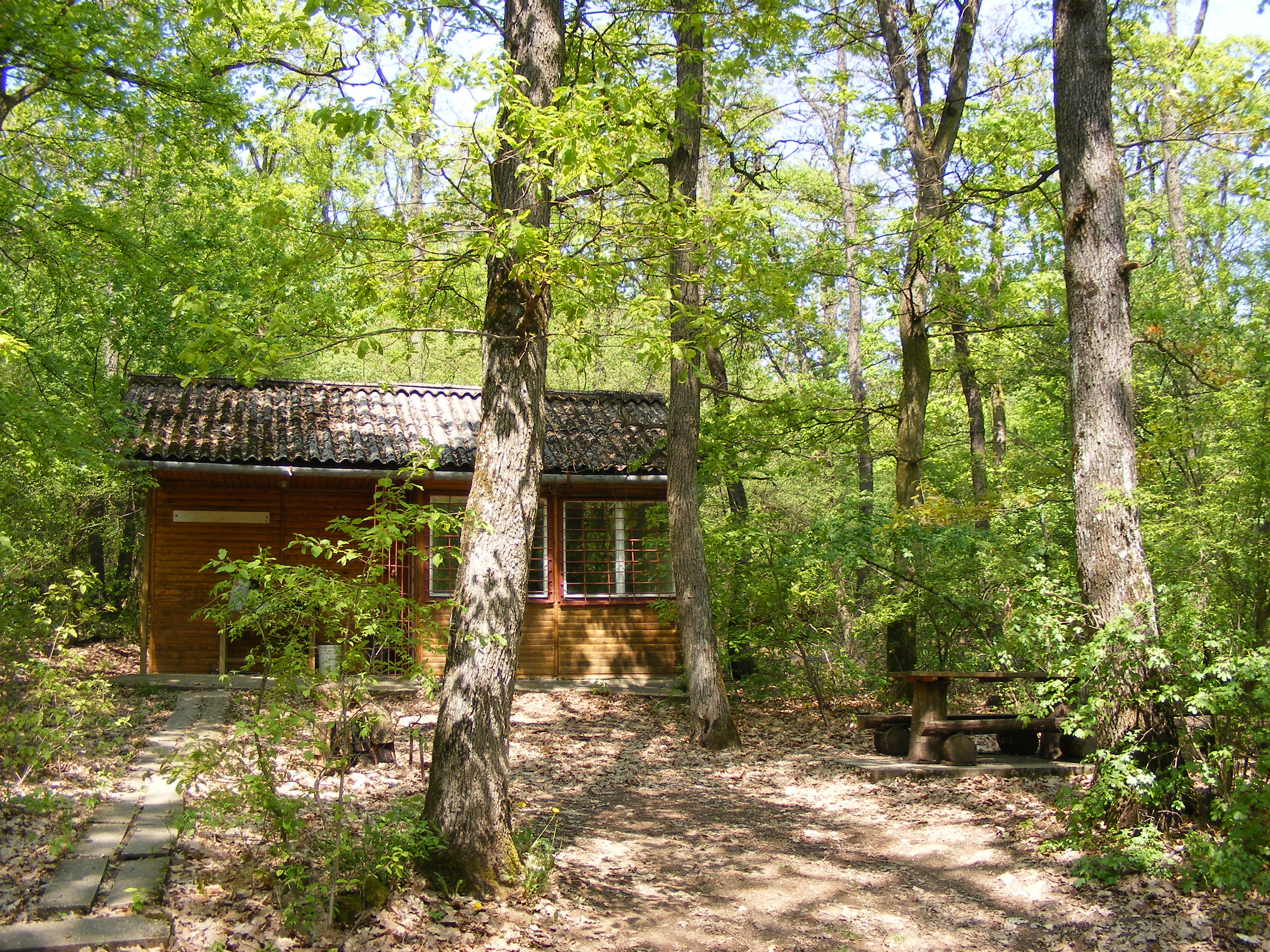
A Síkfőkúti faház

A kapcsolat intenzitását mutatja, hogy jelenleg is több nemzetközi kutatócsoporttal, kutatóhálózattal (ILTER, DIRT, ENFORS, ALTERNET) állnak kapcsolatban, akikkel a közös munka folyamán alkalmazott módszerek beállítását, vizsgálatokat és felméréseket végeznek, eredményeik egyeztetését, összehasonlítását végzik, valamint nemzetközi konferenciákon közösen vesznek részt.

## A terület általános jellemzése
A modellterület az Északi-középhegység bükkhegységi tagjának déli, dombvidéki táján, Egertől 6 km távolságra K-ÉK-i irányban található. A „Síkfőkút Project” földrajzi koordinátái: szélesség 47,9268°; hosszúság 20,4433°, tengerszint feletti magasság 320–340 m. A cseres-tölgyes talaja agyagbemosódásos barna erdőtalaj (Stefanovits 1985). A Síkfőkút Project kijelölt erdő állományát a hosszú távú zavartalan vizsgálatok biztosítása érdekében az Országos Természetvédelmi Hivatal 9/1976 OTVH számú határozatával „kutatási célú természetvédelmi területté” nyilvánította (Jakucs 1985). A kezdetben 64 hektáros, ma 27 hektáros védett erdő a Bükki Nemzeti Park Igazgatóságának felügyelete alatt áll.

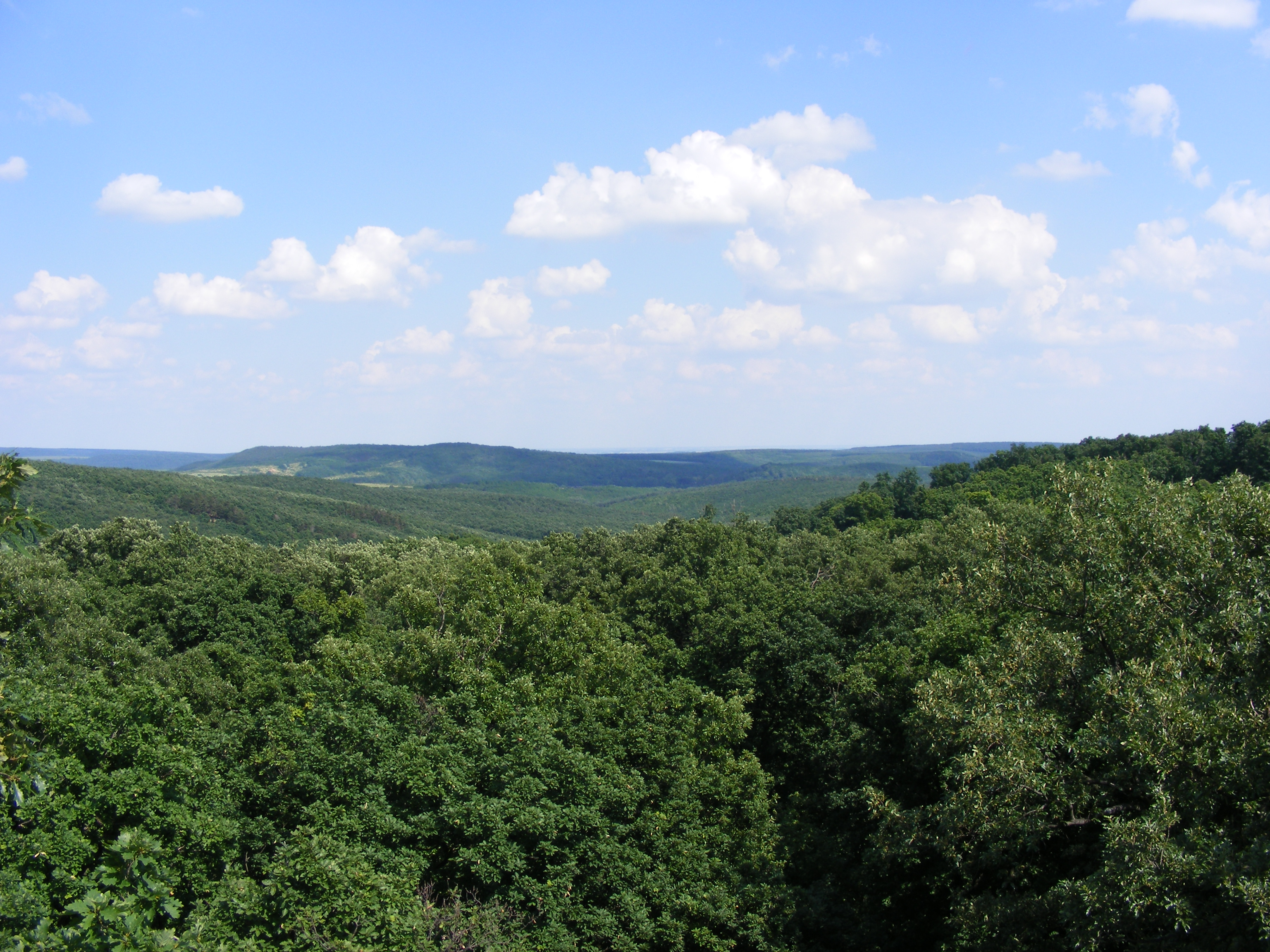
A Síkfőkúti kutatóterület madártávlatból.

A Síkfőkút Project az egyik legjobban szervezett hazai hosszú-távú (long-term) ökológiai kutatási project, infrastrukturálisan jól kiépített, létesítményei között található két kutató faház, egy 25 m magas meteorológiai műszertorony, szabadföldi meteorológiai mérőállomás, villanyáram, telefon. A long-term project alapítása óta eltelt több, mint 30 év folyamán, a nemzetközi programokhoz is kapcsolódó kutatásokba az ország számos kutatója, kutatóintézete ill. egyetemi tanszéke kapcsolódott be. A project külföldi szakmai körökben is jól ismert, nemzetközi viszonylatban is számon tartott reprezentatív kutatóhely.

## A terület földrajzi adottságai, jellemzői
A Bükk hegység az Alföld északi szélén húzódó Északi-középhegység egyik tagja. Korra nézve a legidősebb a hegységsorban. Felépítését tekintve a környező vulkanikus felhalmozódásokkal szemben nagyobb részt tengeri üledékből (mészkő, dolomit, stb.) alakult ki (Örvös János). Síkfőkút, a Magyarország kistájainak katasztere besorolása alapján az Egri-Bükkalja kistájhoz tartozik. A kistáj Heves és Borsod-Abaúj-Zemplén vármegye területén helyezkedik el. Területe 480 km², 126–480 m tengerszint feletti magasságú, enyhén dél-délkeletnek lejtő hegységelőtéri dombság.

## A DIRT (Detritus Input and Removal Treatment) kutatások
1999 júniusában a Budapesten megrendezett 2. regionális ILTER Workshop kongresszus külföldi résztvevői, köztük amerikai kutatók is megtekintették a Síkfőkút Project-et. Látogatásuk alkalmával javasolták a Síkfőkút Project avarlebomlással kapcsolatos vizsgálatainak az USA DIRT (Detritus Input and Removal Treatment) projectbe való bevonását. A tervezett közös kutatási téma szorosan kapcsolódik a Síkfőkúton végzett avarprodukcióval és lebomlással kapcsolatos long-term kutatásokhoz, ugyanakkor ezek kiegészítését, további folytatását, jelenti. 
Felismerve azt a hiányt, hogy a növényi avarnak a hosszú távú, évtizedes vagy évszázados időskálára vonatkoztatott hatását a SOM (Soil Organic Mater) minőségi és mennyiségi összetételére vonatkozóan alig ismerjük, amerikai kutatók az U.S. LTER hálózat keretében a szerves anyag képződés tanulmányozásának hosszú távú vizsgálatát kezdeményezték, az úgynevezett DIRT Project keretében. A DIRT Project célja annak kiderítése, hogy a növényiavar-bevitel hogyan hat a szerves anyagok és a tápanyagok akkumulációjára és dinamikájára évtizedes időskálán. A DIRT Projectet több évtizedre és évszázadra tervezték, célja az avar input és a talaj szerves anyag képződés bonyolult biológiai és kémia összefüggéseinek a feltárása. A Síkfőkúti kutatóterület bekapcsolódása az U.S. DIRT projectbe egy olyan európai kutatási helyszín bevonását jelenti, ahol szignifikánsan nagyobb a nitrogénbevitel (nitrogéndepozíció), vegetációját tekintve viszont hasonló a keleti U.S. erdő site-okhoz, pl. a Harvard vagy a Bousson erdőkhöz, ahol szintén a tölgy dominál. Számos hipotézis, amely az U.S. DIRT kutatások kapcsán született, ezzel az extrém nitrogénbevitellel rendelkező új ILTER területnek a bekapcsolásával jobban vizsgálható.
A Síkfőkút Project bekapcsolása a DIRT projectbe nagy jelentőségű volt, mert ezáltal:
•	vizsgálható a szerves anyagok képződése széles klimatikus viszonyok között és viszonylag nagy környezeti háttérszennyeződés (N-depozició) mellett, 
•	tanulmányozhatók a N kioldódási utak, az avar biomasszájának és kémiai összetételének hatása (pl. totál C, C:N arány, lignin) a totál N kimosódásra továbbá a DON:DIN aránya a talajoldatban,
•	összehasonlítható a föld feletti és a föld alatti avar hatása a SOM képződésre és a N visszatartásra,
•	általános talajlégzési modell dolgozható ki a különféle C források arányainak tanulmányozásával
A DIRT (Detritus Input and Removal Treatments) parcellák kezelései:
kontroll:	Normál avarbevitel
nincs avar:	A talaj feletti bevitelt kizárják a parcellákról (avar eltávolítása).
dupla avar:	A talaj feletti levél-avart megduplázzák annak az avarnak a hozzáadásával, amelyet a nincs avar kezelésből távolítottak el.
dupla fa	:A talajfeletti fabevitelt széttört ágdarabok hozzáadásával megduplázzák a parcella esetében.
nincs gyökér:	A gyökerek benövését a talajba helyezett gyökérálló fóliával (lemezzel) kizárják a parcellából a C horizontig
nincs bevitel:	A föld feletti input ki van zárva, mint a nincs avar parcellák esetében. A föld alatti avar ki van zárva, mint a nincs gyökér parcellák esetében.
A síkfőkúti DIRT parcellák a harmadik ismétlésben kerültek kijelölésre 2000 novemberében. A parcellák fenntartása folyamatos, és  számos talajbiológiai, talajtani, mikrobiológiai, stb. vizsgálatot végeznek azok talajain, kapcsolódva a világ számos más országában is megtalálható, a kutatóhálózat részét képező DIRT kutatóhelyekkel (DIRT network).